# Ryu Gil-jae

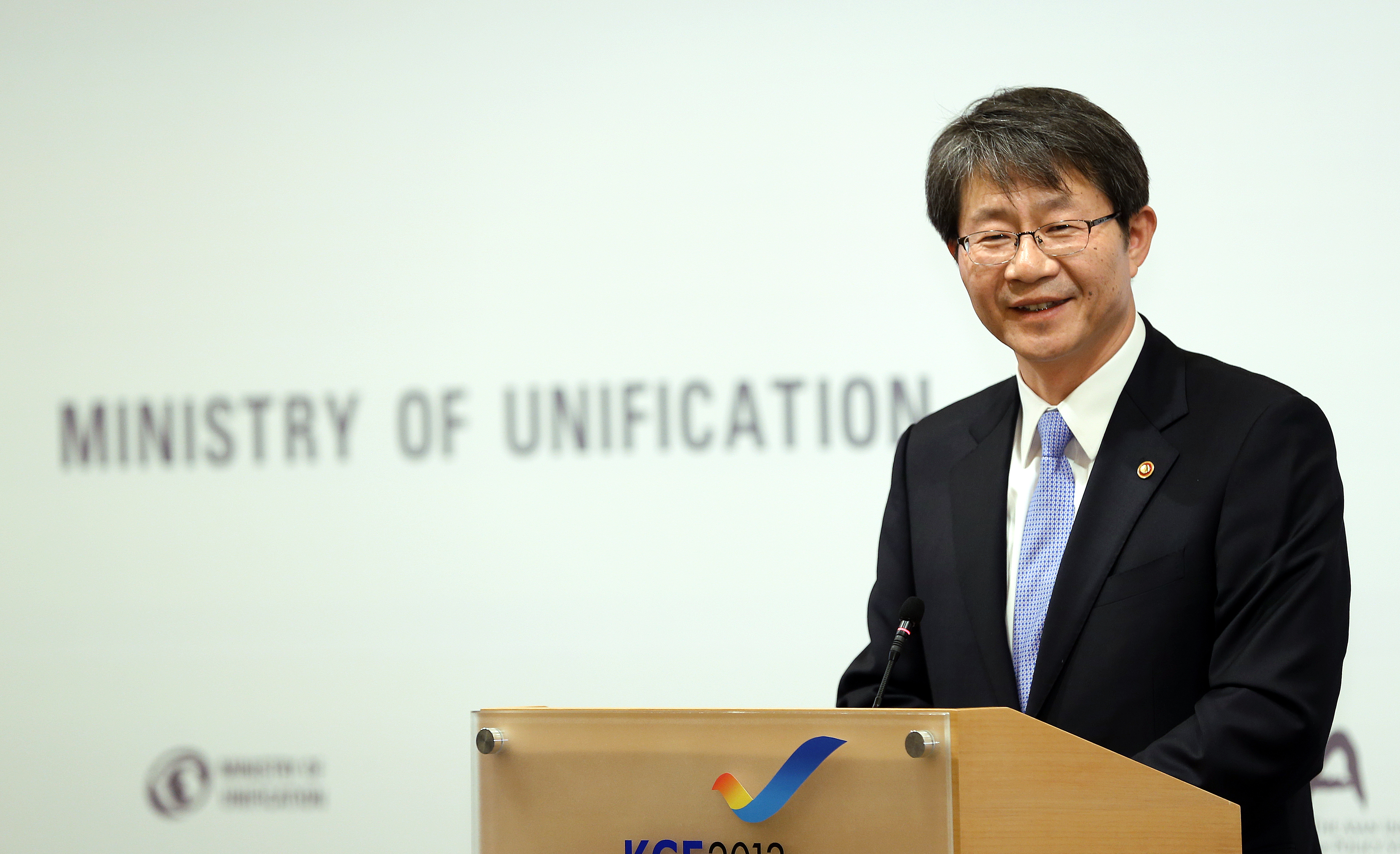
Ryu Gil-jae năm 2013

Ryu Gil-jae (tiếng Hàn Quốc: 류길재; 15 tháng 1 năm 1959 – 15 tháng 8 năm 2020) là một nhà nghiên cứu và giáo sư người Hàn Quốc. Ông là Bộ trưởng Bộ Thống nhất Hàn Quốc thứ 37.

## Sự nghiệp
Ryu Gil-jae sinh năm 1959 tại Seoul. Ông tốt nghiệp Đại học Cao Ly, sau đó ở lại trường để tiếp tục việc học, lấy bằng Thạc sĩ Khoa học Chính trị và Ngoại giao năm 1987 và bằng tiến sĩ năm 1995. Từ năm 1987, ông là nhà nghiên cứu và giáo sư nghiên cứu tại Viện Nghiên cứu Viễn Đông, Đại học Quốc gia Kyungnam, năm 1997 ông tham gia nghiên cứu về Chiến tranh Triều Tiên và thời kỳ Chiến tranh Lạnh tại Trung tâm Học giả Quốc tế Woodrow Wilson, và từ năm 1998 ông là giáo sư tại Trường Cao học Bắc Triều Tiên (nay là Đại học Bắc Triều Tiên), Đại học Quốc gia Kyungnam.
Năm 2005, ông là thành viên của Cố vấn Chính sách của Bộ Thống nhất. Trong năm 2010 và 2011, ông lại tham gia vào các nghiên cứu liên quan nói trên tại Trung tâm Wilson. Ông cũng từng là thành viên của Hiệp hội Khoa học Chính trị Hàn Quốc và Hiệp hội Quan hệ Quốc tế Hàn Quốc, và là tổng thư ký của Hiệp hội Nghiên cứu Bắc Triều Tiên. Năm 2013, ông là Chủ tịch thứ 12 của Hiệp hội Nghiên cứu Bắc Triều Tiên. Vào tháng 3 năm 2013, ông trở thành Bộ trưởng Thống nhất. [2] Ông đến thăm Hoa Kỳ vào tháng 12 năm 2014 để trao đổi chính sách đối với Triều Tiên. Sau khi rời nhiệm sở vào tháng 3 năm 2015, ông là giáo sư tại Đại học Kyungnam. Ông qua đời vào ngày 15 tháng 8 năm 2020.